# 萌花ちょこ
萌花ちょこ（もかちょこ）は、日本の元女性声優。主にアダルトゲームに声をあてていた。
2023年をもってTwitter上でアカウント削除を宣言、予告通りアカウントを削除した。
2024年3月5日、X(旧Twitter)にて新規アカウントを作成し、復活を遂げた
「新規の作品には参加しないが、任された責任として既存作で担当していたキャラクターはこれからも演じていく」と本人は語っており、引退宣言はしていない。

## 出演作品

### PCゲーム

#### 2012年
- BUNNYBLACK2（メリル）
- 英雄*戦姫（ハンムラビ）
- グランリブラアカデミー（シュートリッヒ・ヤング・トロイデ13世）
- ずっとつくしてあげるの!（春日井 みちる）
- この大空に、翼をひろげて（姫城 あげは）
- 時計仕掛けのレイライン -黄昏時の境界線-（風呂屋町 眠子）
- 創世奇譚アエリアル（工藤 涼子）
- ヨメ充!（リーゼロッテ＝ヴィッターハイム）
- 貧は僕らの福の神 〜貧乏の神さまだって幸せになりたいと思っているのだ〜（二宮 薫）
- 第二音楽室へようこそっ!!（神内 紅赤、神内 茜）
- 九十九の奏〜欠け月の夜想曲〜（伏姫、五十子 美琴）
- 門を守るお仕事（エレナ）
- ガンナイトガール（宗方 ましろ）

#### 2013年
- この大空に、翼をひろげて FLIGHT DIARY（姫城 あげは）
- 時計仕掛けのレイライン -残影の夜が明ける時-（風呂屋町 眠子）
- 僕らの頭上に星空は廻る（速星 すぴか）
- Dang! Dang! 団地妻 -わたしだけの旦那さま-（槇村 一花）
- お嬢様はご機嫌ナナメ（雪小路 詩音）
- レミニセンス（片桐 愛佳）
- BUNNYBLACK3（その他）
- せんすいぶ!（蓬生 みと）
- ノスフェラトゥのオモチャ☆彡（リリー）
- どらぺこ! 〜おねだりドラゴンとおっぱい勇者〜（アルマ）
- yes, your highness（橘子）
- Magical Marriage Lunatics!! 〜マジカル マリッジ ルナティクス〜（ルーチェ・ヤミ・アスタリテ）
- 夢か現かマトリョーシカ（和田守 いすか）
- ココロ@ファンクション!（藤袴 環）
- 魔王のくせに生イキだっ!2 〜今度は性戦だ!〜（ブリジット・セントレア・ヘネシー）
- あまたらすリドルスター（イル）

#### 2014年
- 恋する少女と想いのキセキ〜Poupee de souhaits〜（駒久利 天音）
- 恋する姉妹の六重奏（牧ノ瀬 真依）
- 英雄*戦姫GOLD（ハンムラビ）
- 天秤のLa DEA。 戦女神MEMORIA（カウラ・グレイジー）
- レミニセンス Re：Collect（片桐 愛佳）
- スクランブル・ラバーズ（出雲 桜子）
- この大空に、翼をひろげて SNOW PRESENTS（姫城 あげは） ※主題歌およびドラマCDのみ
- ココロ@ファンクション! NEO（藤袴 環）

#### 2015年
- 時計仕掛けのレイライン -朝霧に散る花-（風呂屋町 眠子）
- 悪魔娘の看板料理（クム）
- 神のラプソディ（ハウ）
- Evenicle -イブニクル-（キョウ）
- ランス03 リーザス陥落（リア・パラパラ・リーザス）
- サクラノ詩 -櫻の森の上を舞う-（御桜 稟）
- フェアリーテイル・レクイエム（アリス）
- PRIMAL×HEARTS2（月夜野 兎姫）
- 恋×シンアイ彼女（桜田 志乃）
- 見上げてごらん、夜空の星を（箒星 ひかり）
- フェアリーテイル・アンコール（アリス）

#### 2016年
- ワールド・エレクション（ファウラ＝リィナンス）[2]
- あけいろ怪奇譚（雛森 佳奈）[3]
- 乙女が彩る恋のエッセンス（千原 乃亜）[4]
- 乙女が彩る恋のエッセンス 〜笑顔で織りなす未来〜（千原 乃亜）[5]
- リプキス（双葉 唯梨）[6]
- タラレバ 〜as in What if stories〜（路村 ゆずこ）[7]
- 見上げてごらん、夜空の星を FINE DAYS（箒星 ひかり）[8]
- プラネット ドラゴン（ハツユキ・エフセーエフ）[9]
- Amenity's Life（麻帆）[10]
- シンソウノイズ ～受信探偵の事件簿～（桃園 萌花）[11]

#### 2017年
- フェアリーテイル・シンフォニー（アリス）
- お嬢様の半分は恋愛で出来ています!（姫星 アリカ）[12]
- 領地貴族（レオナ）
- あぶのーまるらば～ず（小野寺 暁乃）
- 幕末尽忠報国烈士伝 -MIBURO-（島田魁）[13]

#### 2018年
- ロスト・エコーズ（神代 琥珀）
- 見上げてごらん、夜空の星を Interstellar Focus（箒星 ひかり）

#### 2019年
- リアライブ（祭矢 見汐）

#### 2022年
- エヴァーメイデン ～堕落の園の乙女たち～（アルエット）

#### 2023年
- サクラノ刻 -櫻の森の下を歩む-（御桜 稟）

### コンシューマーゲーム
- この大空に、翼をひろげて CRUISE SIGN（姫城 あげは）[14]
- リプキス（双葉 唯梨）
- 時計仕掛けのレイライン -陽炎に彷徨う魔女-（風呂屋町 眠子）
- Amenity's Life -アメニティーズ ライフ-（麻帆）

### OVA
- ランス01 光をもとめて THE ANIMATION
  - 第2話「進行!! リーザス中枢」（リア・パラパラ・リーザス）[15]
  - 第3話「ランス、断つ!!」（リア・パラパラ・リーザス）[16]
  - 第4話「そして、王道へ…」（リア・パラパラ・リーザス）[17]

### 歌
- Splash!（『せんすいぶ！』主題歌）
  - 歌：萌花ちょこ、上田朱音、かわしまりの、水霧けいと